# Thallarcha multifasciata
Thallarcha multifasciata là một loài bướm đêm thuộc phân họ Arctiinae, họ Erebidae.